# Sergueï Natanovitch Bernstein
Pour les articles homonymes, voir Bernstein.
Sergueï Natanovitch Bernstein (en russe : Сергей Натанович Бернштейн, parfois orthographié Bernshtein dans l'alphabet latin), né le 5 mars 1880 à Odessa (Empire russe, aujourd'hui  en Ukraine) et mort le 26 octobre 1968 à Moscou (Union soviétique) est un mathématicien soviétique. 

## Biographie
Il étudie à Paris de 1899 à 1904, à la Faculté des sciences de Paris et à l'École supérieure d'électricité. Il est reçu docteur en 1904.
Il recommence un cursus en Russie, pour obtenir les diplômes qui donnent le droit d'enseigner. À partir de 1907, il enseigne à l'université de Kharkov en Ukraine, où il est reçu docteur en 1913. Il enseigne ensuite à Leningrad et à Moscou.
Sa thèse de doctorat soumise en 1904 à la Sorbonne résout le 19e problème de Hilbert.
Ses travaux portent sur l'approximation des fonctions et la théorie des probabilités. 

## Hommages
La promotion 2024 de CentraleSupélec porte son nom.